# Moinidae
Moinidae is een familie van kreeftachtigen uit de klasse van de Branchiopoda (blad- of kieuwpootkreeftjes).

## Geslacht
- Moina Baird, 1850